# Carlos Arias Navarro

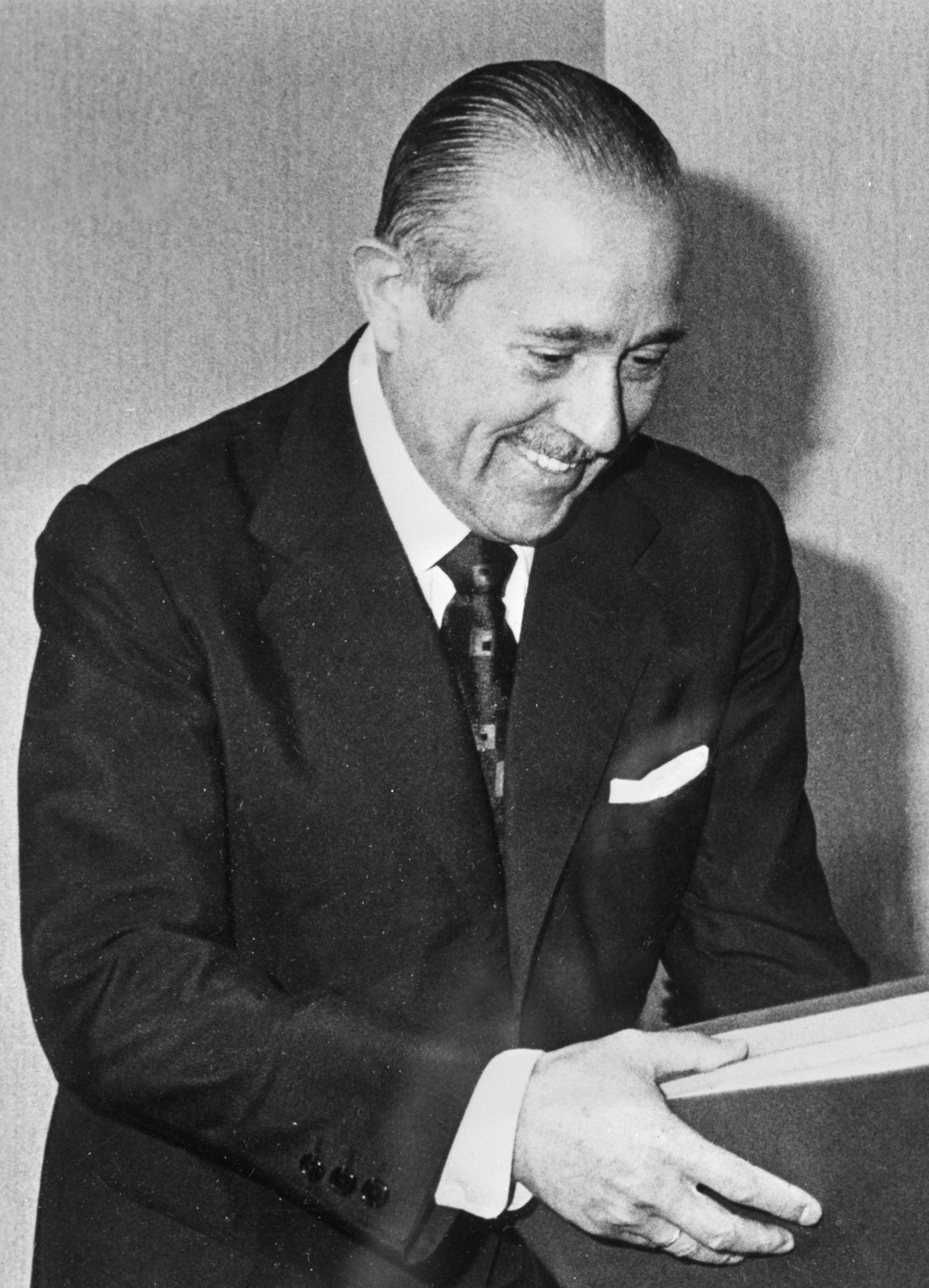
Carlos Arias Navarro (1975)

Carlos Arias Navarro (Madrid, 11 december 1908 – aldaar, 27 november 1989) was premier en regeringsleider van Spanje van 3 januari 1974 tot 1 juli 1976.
Carlos Arias Navarro was vanaf 1929, tijdens de dictatuur van Primo de Rivera, ambtenaar bij het ministerie van Justitie en fiscaal aanklager in Málaga en Madrid. Tijdens de Spaanse Burgeroorlog sloot hij zich aan bij de nationalisten onder leiding van generaal Franco.
Tijdens deze burgeroorlog en ook daarna speelde Arias Navarro een belangrijke rol bij de terechtstelling en executie van tegenstanders van de nationalisten. In 1944 werd hij gouverneur van León, daarna bekleedde hij dezelfde functie in Tenerife en Navarra. Van 1957 tot 1965 was hij directeur-generaal van de Spaanse veiligheidsdienst, daarna werd hij tot burgemeester van Madrid uitgeroepen.
Carlos Arias Navarro was een van de gedoodverfde opvolgers van Franco. Nadat admiraal Luis Carrero Blanco op 20 december 1973 door de ETA werd gedood nam Carlos Arias Navarro zijn plaats in. Terwijl Franco op zijn sterfbed lag kwamen er verschillende namen naar voren van mogelijke opvolgers. Eén daarvan was Torcuato Fernández-Miranda, een andere was Carlos Arias Navarro.
Uiteindelijk verkoos Franco de laatste, waarschijnlijk meer om Navarro's loyaliteit dan om diens vermogen tot leiderschap. Na de dood van de dictator op 20 november 1975 werd al snel duidelijk dat Arias Navarro in politiek opzicht niet was opgewassen tegen andere ministers van de nieuwe regering, van wie Manuel Fraga en José María de Areilza de voornaamste waren.
Arias Navarro probeerde tevergeefs de fascistische dictatuur volgens het Franco-model te handhaven. De politieke meerderheid in Spanje zag een overgang naar een democratie als onvermijdelijk. Op 1 juli 1976 trad de regeringsleider na een beraad met koning Juan Carlos I van Spanje ten slotte af. De volgende dag werd hij als compensatie voor zijn aftreden in de adelstand verheven en verkreeg hij de titel van markies. Hij werd Grande van Spanje. Bij de eerstvolgende verkiezingen sloot hij zich aan bij de Alianza Popular van Manuel Fraga. Hij wist echter nooit meer een belangrijke positie in de Spaanse politiek te verwerven.
Arias Navarro is gestorven op 27 november 1989 en ligt begraven op de begraafplaats van Mingorrubio, waar ook andere kopstukken van het Franco-regime, en Franco zelf, begraven liggen.
- Biblioteca Nacional de España: XX836000
- Catàleg d'autoritats de noms i títols de Catalunya: 981058511496706706
- Gemeinsame Normdatei: 129896071
- International Standard Name Identifier: 0000 0000 5942 2639
- Library of Congress Control Number: n84052774
- Nationale Bibliotheek van Israël: 987012330064305171
- Nederlandse Thesaurus van Auteursnamen: 262695588
- Système universitaire de documentation: 186291787
- Virtual International Authority File: 26001037
- WorldCat: E39PBJyhfvyD9kfxMJhdkGw3cP